# Deerfield (informatica)
Deerfield rappresenta il primo processore (relativamente) economico della linea Itanium 2 prodotta da Intel e commercializzato a partire dall'8 settembre 2003. Il suo costo minimo di soli 744 $ infatti, ha permesso di spostare il target per questo processore verso lo sviluppo di software ed è per questo motivo che Intel ha deciso di mettere in commercio una versione a basso costo, anche per contrastare il processore AMD Opteron.

## Caratteristiche tecniche

### Processo produttivo
Deerfield è progettato per equipaggiare i sistemi Itanium 2 DP per sistemi biprocessore e il suo design deriva direttamente da quello del "fratello maggiore" Madison, risultandone quindi una versione semplificata con soli 1,5 MB di cache L3 e un clock di 1 GHz per la versione LV (Low Voltage), a basso consumo, e un clock di 1,4 GHz per la versione standard (con un costo di 1172 $). Il processo costruttivo è ovviamente quello a 130 nm utilizzato anche per Madison.
La versione Low Voltage, destinata ai sistemi biprocessore nei quali si vuole provilegiare il consumo e la dimensione complessiva consentono una dissipazione termica massima pari a 62 W, contro un quantitativo di circa 130 W per le CPU Itanium 2 basate sul core Madison.
Per entrambi i modelli comunque, il bus è rimasto quello a 400 MHz.

### Tecnologie implementate
Anche in Deefield, come in Madison, non sono implementate tutte quelle tecnologie che Intel ha sviluppato nel corso degli anni e che dovrebbero arrivare "in blocco" con il successore Millington. NON include quindi XD-bit e SpeedStep. Nemmeno la tecnologia Hyper-Threading è presente in Deefield, così come quella Vanderpool che Intel ha sviluppato nel corso del 2005. Ovviamente non è incluso il supporto EM64T dato che questo si applica solo all'architettura IA-32 degli Xeon.

## Modelli arrivati sul mercato
La tabella seguente mostra i modelli di Itanium 2, basati sul core Deerfield, arrivati sul mercato. Molti di questi condividono caratteristiche comuni pur essendo basati su core diversi; per questo motivo, allo scopo di rendere maggiormente evidente tali affinità e "alleggerire" la visualizzazione alcune colonne mostrano un valore comune a più righe. Di seguito anche una legenda dei termini (alcuni abbreviati) usati per l'intestazione delle colonne:
- Nome Commerciale: si intende il nome con cui è stato immesso in commercio quel particolare esemplare.
- Data: si intende la data di immissione sul mercato di quel particolare esemplare
- Socket: lo zoccolo della scheda madre in cui viene inserito il processore. In questo caso il numero rappresenta oltre al nome anche il numero dei pin di contatto.
- N°Core: il numero di core montati sul package: 1 se "single core" o 2 se "dual core".
- Clock: la frequenza di funzionamento del processore.
- Moltipl.: sta per "Moltiplicatore" ovvero il fattore di moltiplicazione per il quale bisogna moltiplicare la frequenza di bus per ottenere la frequenza del processore.
- Pr.Prod.: sta per "Processo produttivo" e indica tipicamente la dimensione dei gate dei transistor (180 nm, 130 nm, 90 nm) e il numero di transistor integrati nel processore espresso in milioni.
- Voltag.: sta per "Voltaggio" e indica la tensione di alimentazione del processore.
- Bus: frequenza del bus di sistema.
- Cache: dimensione delle cache di 1º, 2º e 3º livello.
- XD-bit: implementazione della tecnologia di sicurezza che evita l'esecuzione di codice malevolo sul computer.
- HT: sta per "Hyper-Threading" e indica l'implementazione della esclusiva tecnologia Intel che consente al sistema operativo di vedere 2 core logici.
- EIST: sta per "Enhanced SpeedStep Technology" ovvero la tecnologia di risparmio energetico sviluppata da Intel e inserita negli ultimi Pentium 4 Prescott serie 6xx per contenere il consumo massimo.
- VT: sta per "Vanderpool Technology", la tecnologia di virtualizzazione che rende possibile l'esecuzione simultanea di più sistemi operativi differenti contemporaneamente.

| Nome Commerciale      | Data       | Socket | N°Core | Clock   | Moltipl. | Pr.Prod. | Voltag. | Bus     | Cache                      | XD-bit | HT | EIST | VT |
| --------------------- | ---------- | ------ | ------ | ------- | -------- | -------- | ------- | ------- | -------------------------- | ------ | -- | ---- | -- |
| Itanium 2 DP 1,4 GHz  | 8/set/2003 | PAC611 | 1      | 1,4 GHz | 14x      | 130 nm   | 1,425 V | 400 MHz | L1=32KB L2=256KB L3=1,5 MB | No     | No | No   | No |
| Itanium 2 DP 1 GHz LV | 8/set/2003 | PAC611 | 1      | 1 GHz   | 10x      | 130 nm   | N.A.    | 400 MHz | L1=32KB L2=256KB L3=1,5 MB | No     | No | No   | No |

Nota: la tabella soprastante è un estratto di quella completa contenuta nella pagina dello Itanium 2.

## Il successore
L'8 novembre 2004 Intel ha presentato il successore di Deerfield, Fanwood. Si tratta solo di una lieve evoluzione che ha permesso di aumentare la cache e in maniera lieve anche il clock. Se Deerfield derivava dal core Madison, Fanwood deriva dal core Madison-9M, revisione del core Madison arrivata sul mercato contemporaneamente.